# Trigonurella acutiscutellum
Trigonurella acutiscutellum är en stekelart som beskrevs av Liu 1995. Trigonurella acutiscutellum ingår i släktet Trigonurella och familjen bredlårsteklar. Inga underarter finns listade i Catalogue of Life.